# FIBA Europe
La FIBA Europe est une délégation géographique de la Fédération internationale de basket-ball, qui comprend les 50 fédérations européennes. Elle a acquis son indépendance par rapport à la FIBA en 2001. Au contraire des autres confédérations qui se sont formées avant de rallier la FIBA, la FIBA Europe ne faisait qu'un avec la FIBA, bien qu'ayant des charges particulières.
En réaction à l'invasion russe de l'Ukraine en 2022, la FIBA Europe a ordonné qu'aucune compétition officielle de basket-ball ne se tienne ni en Russie ni en Biélorussie, tandis que les équipes de la Fédération russe de basket-ball et de la Fédération biélorusse de basket-ball sont retirées des compétitions par équipes nationales et de la saison des compétitions interclubs 2022-23.

## Structure
La FIBA Europe est l'une des cinq régions de la FIBA et est responsable du contrôle et du développement du sport du basketball en Europe. Parmi de nombreuses tâches, cela comprend la promotion, la supervision et la direction de la compétition internationale au niveau des clubs et des équipes nationales, ainsi que la gouvernance et la nomination des arbitres internationaux européens. La FIBA Europe est une fédération internationale dont les membres sont les fédérations nationales de basket-ball d'Europe, qui comptent actuellement 50 membres.
L'organe de décision le plus élevé est le Conseil d'administration de FIBA Europe qui se compose de 25 personnes élues par les fédérations nationales. Le Conseil d'administration de FIBA Europe se réunit deux fois par an et est l'organe exécutif qui représente les 50 fédérations membres de FIBA Europe. Les 50 fédérations se réunissent une fois par an lors de l'Assemblée générale de la FIBA Europe.

## Competitions
La FIBA Europe a à sa charge plusieurs compétitions:
| Equipes Nationales - EuroBasket: - Le Championnat d'Europe masculin et le Championnat d'Europe féminin - Le Championnat d'Europe masculin et le Championnat d'Europe féminin des 20 ans et moins (Under 20) - Le Championnat d'Europe masculin et le Championnat d'Europe féminin des 18 ans et moins (Under 18) - Le Championnat d'Europe masculin et le Championnat d'Europe féminin des 16 ans et moins (Under 16) - Les tournois des 14 ans et moins (Under 14) et de mini-basket 3x3 (Équipes nationales) - Coupe d'Europe de basket-ball 3×3, (masculin et féminin) - Coupe d'Europe de basket-ball 3×3 des 18 ans et moins (masculin et féminin) | Clubs - Basketball Champions League, principale compétition masculine - Europe Cup, seconde compétition masculine - EuroLigue féminine de basket-ball, principale compétition féminine - EuroCoupe féminine de basket-ball, seconde compétition féminine - SuperCoupe d'Europe féminine de basket-ball, disputée entre les vainqueurs de l’EuroLigue et de l’EuroCoupe féminines Défuntes - EuroChallenge - EuroCup Challenge - Coupe Korać - Coupe Ronchetti - Coupe Saporta - Suproligue |

Note: Les compétitions masculines de l'Euroleague et de l'EuroCup ne sont pas sous l’égise de la FIBA Europe, mais sous celle de l'EuroLeague Basketball. Ces deux compétitions sont néanmoins reconnues par la 
FIBA et jouées selon ses règles.

## Fédérations
- Albanie
- Allemagne
- Andorre
- Arménie
- Autriche
- Azerbaïdjan
- Belgique
- Biélorussie
- Bosnie-Herzégovine
- Bulgarie
- Chypre
- Croatie
- Danemark
- Espagne
- Estonie
- Finlande
- France
- Grande-Bretagne
- Géorgie
- Gibraltar
- Grèce
- Hongrie
- Irlande
- Islande
- Israël
- Italie
- Kosovo
- Lettonie
- Lituanie
- Luxembourg
- Macédoine du Nord
- Malte
- Moldavie
- Monaco
- Monténégro
- Norvège
- Pays-Bas
- Pologne
- Portugal
- République tchèque
- Roumanie
- Russie
- Saint-Marin
- Serbie
- Slovaquie
- Slovénie
- Suède
- Suisse
- Turquie
- Ukraine

En mars 2015, le Kosovo devient la 50e fédération membre de la FIBA Europe.

### Anciennes Fédérations
- Angleterre
- Écosse
- Pays de Galles